# Зосим II
Зосим (на гръцки: Ζωσιμάς) е православен духовник, охридски архиепископ през 1695 – 1699, 1707 – 1708 и 1708 – 1709 година.

## Биография
Зосим е роден в Сятища в семейството на свещеник Николаос Русис (Ρούσης). Преди да стане монах е женен и има един син. От 1686 до 1693 година, както и докато е архиепископ, заема длъжността на сисанийски митрополит. Зосим е заможен, притежава двуетажна къща Сятища, в която се помещава и митрополията, по време на неговото управление. Така центърът на епархията е преместен в Сятища.
Зосим заема охридската катедра на три пъти. За пръв път е избран на 9 юли 1695 година и е свален на 8 юли 1699 година.  Основната причина е едновременното заемане на два престола – архиепископския в Охрид и епископския в Сисани. Според Сотириос Варналидис важна роля в отстраняването на Зосим изиграва амбицията на бившия епископ на Херонисос на Крит, Рафаил, който го наследява, след като първо купува съвестта на охридските йерарси.
В актове, регистрирани в Зосимовата кондика, след отстраняването му като архиепископ, той се подписва като „бившият охридски архиепископ“ (ὁ πρώην Ἀρχιεπίσκοπος Ἀχριδῶν) или „проедър сисанийски“ (ὁ καὶ πρόεδρος Σισανίου). Той е посочен и като „бивш охридски“ в ктиторския надпис на „Свети Илия“ в Сятища, който се намира в наоса, както и в ктиторския надпис в „Свети Мина“ в Сятища. Тъй като няма допълнителни отговорности, които да го занимават, около 1700 година той се посвещава на изграждането и обновяването на църкви в родното си място и седалище на епархията.
Повторно заема престола в Охрид в средата на 1707 година и отново е свален преди 28 май 1708 година. Преди 11 юни същата година за трети път става архиепископ и през същата 1708 година за пореден път е свален от тази длъжност.
Умира в Сятища в 1746 година. Погребан е в църквата „Свети Илия“.
Негов син е гръцкият учен Георгиос Русис.